# مارات جنيف
مارات جنيف (بالروسية: Ганеев, Марат Саидович) مواليد 6 ديسمبر 1964 في نابريجنيي تشلني، الاتحاد السوفيتي، هو دراج روسي سابق في صنف سباق الدراجات على المضمار. سبق أن شارك في دورة الألعاب الأولمبية الصيفية وفاز بميدالية أولمبية.

## الميداليات
| الميدالية | المسابقة                       |
| --------- | ------------------------------ |
| برونزية   | الألعاب الأولمبية الصيفية 1988 |

## روابط خارجية
- مارات جنيف على موقع أرشيف الدراجات (الإنجليزية)
- مارات جنيف على موقع إحصائيات الدراجات الإحترافية (الإنجليزية)
- مارات جنيف على موقع CycleBase (الإنجليزية)
- مارات جنيف على موقع أوليمبيديا (الإنجليزية)